# Hancock (Maryland)
Pour les articles homonymes, voir Hancock.
Hancock est une municipalité (town) américaine du Maryland, située dans le comté de Washington. Sa population s’élevait à 1 557 habitants lors du recensement de 2020.

## Géographie
La municipalité s'étend sur 7,12 km2 à l'endroit où le territoire du Maryland se resserre sur 3 km de large entre les frontières avec la Pennsylvanie au nord et la Virginie-Occidentale au sud, où elle est bordée par le cours du Potomac.

## Source
- (en) Cet article est partiellement ou en totalité issu de l’article de Wikipédia en anglais intitulé « Hancock, Maryland » (voir la liste des auteurs).

1. ↑  (en) « Recensement décennal des États-Unis », sur Census.gov